# Riksmötet 1982/1983
Riksmötet 1982/83 var Sveriges riksdags verksamhetsår 1982–1983. Det pågick från riksmötets öppnande den 4 oktober 1982 till riksmötets avslutning den 3 juni 1983.
Riksdagens talman under riksmötet 1982/83 var Ingemund Bengtsson (S).